# 双龙镇 (巫山县)
双龙镇，是中华人民共和国重庆市巫山县下辖的一个乡镇级行政单位。

## 行政区划
双龙镇下辖以下地区：
宁河社区、巴雾村、高羊村、三羊村、金花村、水田村、下湾村、天鹅村、白坪村、安坪村、笔架村、乌龙村、兴凤村、安静村、万家村、龙王村、黑龙村、花竹村、洞桥村、龙雾村和新安村。